# ANA中部空港
ANA中部空港株式会社（エーエヌエーちゅうぶくうこう）は、主に旅客ハンドリング業務を行う全日本空輸（ANA）のグループ企業。本社は愛知県常滑市セントレア一丁目1番地の第2セントレアビル内に入居している。

## 概要
中部国際空港（セントレア）において全日本空輸（ANA）の地上業務並びに受託を受けた他の航空会社の地上業務を行う会社である。
1991年4月15日に設立。当初は小牧の名古屋空港におけるANAグループの空港ハンドリング会社として設立された。
2005年2月17日の中部国際空港（セントレア）開港に合わせて事業拠点を移転し、同空港のハンドリング会社となる。
ANAグループは中京地域の私鉄である名古屋鉄道と関係が深く、かつて小牧の名古屋空港において名古屋鉄道が総代理店を務めていた関係から、同地域のANAグループ企業として同社株主であるなど名古屋鉄道とは密接な関係にある。

## 受託航空会社

### 現在の受託航空会社
- 全日本空輸
- Peach Aviation
- AIRDO
- ソラシドエア
- アイベックスエアラインズ
- スターフライヤー
- ルフトハンザ・ドイツ航空
- アシアナ航空
- 山東航空
- 吉祥航空
- ベトナム航空
- アトラス航空

### 中部空港移転後に受託終了の受託航空会社
- エアアジア X

### 名古屋空港時代に受託終了の受託航空会社
- 中日本エアラインサービス
- 高麗航空